# Перегінський район
Пере́гінський район — колишній район у складі Станіславської області УРСР. Центром району було селище Перегінське.

## Адміністративний поділ
Указом Президії Верховної Ради УРСР 16 листопада 1940 р. з Рожнятівського району передано до Новичанського району територію колишньої ґміни Перегіньск Долинського повіту: Перегінську селищну раду та Решнятівську і Вільхівську сільські ради, райцентр перенесено з села Новиця в селище Перегінське і район перейменовано на Перегінський.
Перегінський район включав Перегінську селищну і 20 сільських рад:
- Берлоги,
- Вільхівка,
- Грабівка,
- Завій,
- Камінь,
- Красне,
- Ландестрой,
- Лдзяни,
- Небилів,
- Новиця,
- Петранка,
- Рівня,
- Рошняте,
- Середній Угринів,
- Сливки,
- Слобода-Небилівська,
- Слобода-Рівнянська,
- Старий Угринів
- Топільське
- Ясень

З другим приходом комуністичних окупантів у 1944 році вони відновили терор і вчинили незліченні злочини, які «узаконював» начальник РВ НКДБ Федоров.
21-22 листопада 1951 р. населення села Середній Угринів було повністю депортоване в села Русин, Новоукраїнку і Лубнівку на Сокальщині, а село підлягало ліквідації, землю розділили між сусідніми колгоспами.
На 22.01.1955 в районі залишилось 12 сільрад.
Указом Президії Верховної Ради УРСР 11 березня 1959 р. Перегінський район ліквідовано, а його територію поділено між Рожнятівським і Калуським районами.

## Діяльність ОУН і УПА
На території району діяла районна організація ОУН, очолювана районним проводом ОУН, який підпорядковувався Калуському повітовому (з листопада 1944 р. — надрайонному) проводу ОУН.
За даними облуправління МГБ у 1949 р. в Перегінському районі підпілля ОУН найактивнішим було в селах Новиця, Петранка, Грабівка і Завій.